# 영화소년 샤오핑
《영화소년 샤오핑》(중국어: 梦影童年)은 2004년에 개봉한 중국 영화이다.

## 출연
- 제중양 - 링링
- 샤위 - 마오 다핑
- 강역굉 - 쉬에화
- 이해빈 - 판다런
- 왕정강 - 마오 샤오핑
- 장의정 - 10대 링링
- 관효동 - 어린 링링

## KBS 성우진 (2008년 5월 18일)
- 이선 - 링링(제중양/장의정/관효동)
- 김래환 - 마오 다핑(샤위)
- 정현경 - 쉬에화(강역굉)
- 홍성헌 - 판다런(이해빈)
- 은미 - 마오 샤오핑(왕정강)
- 성창수 - 샤오핑의 아버지(하옥경)
- 김태웅 - 의사(우진화)
- 나지형 - 밍밍(장호기)
- 김창주 - 학교 선생님(조금옥)
- 서문석 - 경찰(길아명)
- 오수경 - 경찰(강산)
- 장우영 - 중년 여자(류양)
- 안영아 - 병원 남자 아이(허개)